# Lophiostoma bicuspidatum
Lophiostoma bicuspidatum är en svampart som beskrevs av Cooke 1868. Lophiostoma bicuspidatum ingår i släktet Lophiostoma och familjen Lophiostomataceae.   Inga underarter finns listade i Catalogue of Life.